# Hap Day
Clarence Henry "Happy" Day (ur. 1 czerwca 1901 w Owen Sound, w prowincji Ontario w Kanadzie  – zm. 17 lutego 1990 w St. Thomas, Ontario), był hokeistą w lidze NHL i przez 14 sezonów grał dla Toronto St. Pats, Toronto Maple Leafs i New York Americans.
W latach 1922 i 1924 grał dla Hamilton Tigers w Ontario Hockey Association.
W pierwszym sezonie grał na pozycji napastnika ale potem zmienił pozycję i do końca swojej kariery grał jako obrońca.
Jako zawodnik, Day odszedł na emeryturę w 1938 i przez następne 19 lat pracował w lidze jako trener, sędzia oraz menadżer generalny.